# Pilões (Rio Grande do Norte)
Pilões is een gemeente in de Braziliaanse deelstaat Rio Grande do Norte. De gemeente telt 3.535 inwoners (schatting 2009).